# Oscar Onley
Oscar Onley, född den 13 oktober 2002 i Kelso, är en brittisk professionell landsvägscyklist.

## Karriär
Oscar Onley har cyklat professionellt sedan 2021. Bland hans meriter kan nämnas en etappseger i lagtempo i Vuelta a España år 2023. År 2025 tog han en tredjeplats i etapploppet Tour de Suisse där han också vann en av etapperna.